# Topias Taavitsainen
Topias Miikka „Topson“ Taavitsainen (* 14. April 1998 in Haukipudas, Finnland) ist ein professioneller, finnischer Dota-2-Spieler. Mit OG gewann er zwei Mal in Folge The International. Mit mehr als 5.700.000 US-Dollar erspieltem Preisgeld belegt Taavitsainen Rang fünf der Liste der E-Sportler mit dem meisten erzielten Karrierepreisgeld.

## Privates
Taavitsainen wurde am 14. April 1998 als achtes von zwölf Kindern eines Bauunternehmers und einer Hausfrau in Haukipudas geboren. Nach Abschluss der Schule begann er eine berufliche Ausbildung zum Elektriker und wechselte nach einem Jahr zu einer Kochausbildung, die er nach zwei weiteren Jahren aufgab, um sich auf seine E-Sports-Karriere konzentrieren zu können. Taavitsainen ist verheiratet und lebt mit seiner Frau und seiner 2020 geborenen Tochter in Oulu.

## Karriere
Erste Erfahrungen mit DotA konnte Taavitsainen im Alter von acht Jahren durch seine älteren Brüder sammeln. Mit der Veröffentlichung des Nachfolgers begann er 2011 Dota 2 zu spielen. 2016 begann Taavitsainen an Turnieren teilzunehmen und obwohl große Erfolge ausblieben, konnte er durch seinen Spielstil auf sich aufmerksam machen. Sein internationaler Durchbruch gelang ihm, nachdem er im Juni 2018 einen Vertrag bei der europäischen E-Sports-Organisation OG unterzeichnete. Weniger als drei Monate nach seinem Beitritt gewann Taavitsainen, der mit seinem neuen Team als Außenseiter ins Turnier gegangen war, The International 2018. In Anerkennung dieser Leistung wurden Taavitsainen und sein finnischer Teamkollege Jesse „Jerax“ Vainikka vom finnischen Präsidenten Sauli Niinistö zum Empfang zum finnischen Unabhängigkeitstag eingeladen. Obwohl OG bis zur nächsten Ausgabe von The International kein Turnier gewinnen konnte, verteidigte das Team erfolgreich den Titel beim zu diesem Zeitpunkt höchstdotierten E-Sports-Turnier. Taavitsainen und seine Mitspieler sind damit die ersten Spieler, die das Turnier zwei Mal gewinnen konnten und die fünf E-Sportler, die am meisten Gewinne durch Preisgelder erspielen konnten. Im Anschluss an The International 10 pausierte er seine aktive Karriere, um Zeit mit seiner Familie zu verbringen.
Im Jahr 2023 ist Topson wieder für das Team Tundra Esports aktiv.

## Erfolge (Auswahl)
| Datum     | Platz | Turnier                                | persönliches Preisgeld | Team           |
| --------- | ----- | -------------------------------------- | ---------------------- | -------------- |
| Aug. 2018 | 1.    | The International 2018                 | 2.246.831 $            | OG             |
| Feb. 2019 | 3.    | ESL One Katowice 2019                  | 7.000 $                | OG             |
| Mai 2019  | 5.–6. | MDL Disneyland Paris Major 2019        | 12.000 $               | OG             |
| Aug. 2019 | 1.    | The International 2019                 | 3.124.036 $            | OG             |
| Sep. 2020 | 2.    | OMEGA League: Europe Immortal Division | 25.000 $               | OG             |
| Dez. 2020 | 2.    | EPIC League Division 1                 | 20.000 $               | OG             |
| Aug. 2021 | 7.–8. | The International 2021                 | 200.100 $              | OG             |
| Sep. 2023 | 5.–6. | DreamLeague Season 21                  | 11.500 $               | Tundra Esports |